# Gloiocephala
Gloiocephala — рід грибів родини Physalacriaceae. Назва вперше опублікована 1892 року.

## Галерея

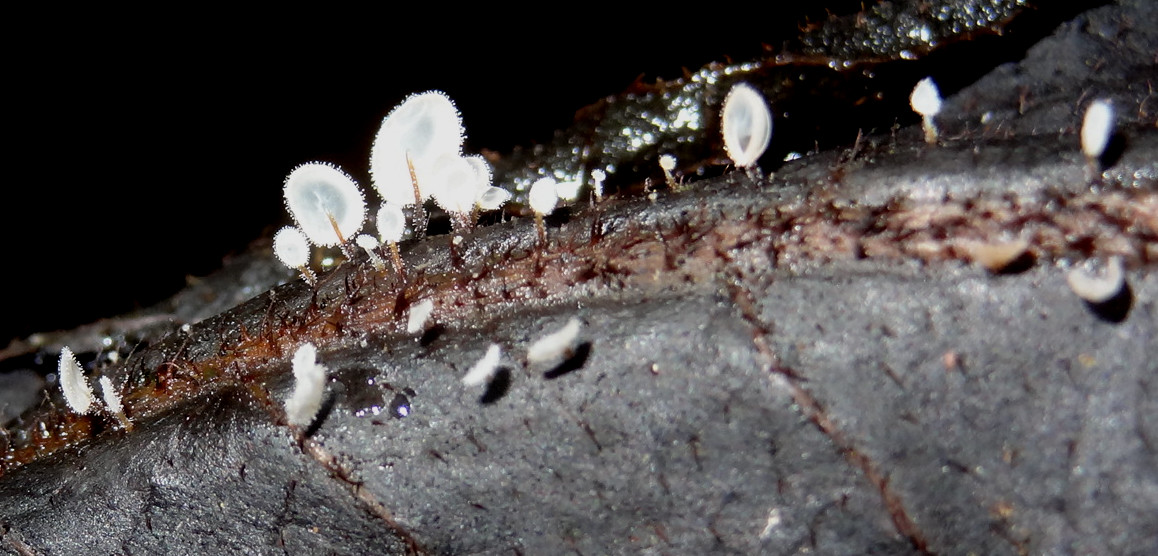
Вид роду Gloiocephala з Колумбії